# لوكاس كوفاتش
لوكاس كوفاتش هو لاعب كرة قدم سلوفاكي في مركز الوسط، ولد في 21 يونيو 1987 في Domaňovce ‏ في سلوفاكيا. لعب مع نادي سبارتاك ترنافا.

## وصلات خارجية
- لوكاس كوفاتش على موقع قاعدة بيانات كرة القدم.إي يو (الإنجليزية)
- لوكاس كوفاتش على موقع Soccerway.com (الإنجليزية)